# M72 (amas globulaire)
Pour les articles homonymes, voir M72.
M72 (NGC 6981) est un amas globulaire situé dans la constellation du Verseau, près de M73, un groupe de quatre étoiles. M72 est à environ 55 450 a.l. (17,0 kpc) du Soleil et à 42 075 a.l. (12,9 kpc) du centre de la Voie lactée. 

## Histoire
L'astronome français Pierre Méchain a découvert Messier 71 en 1780,. Charles Messier a cherché l'amas dans la nuit du 4 au 5 octobre et il l'a inscrit comme la 72e entrée de son célèbre catalogue.
Entre les années 1783 et 1810, William Herschel a observé de nombreuses fois cet amas. En 1810 il l'a scruté avec un télescope de 40 pieds (distance focale). À son sujet, il l'a décrit comme « un objet très brillant, mais les nombreuses étoiles peu brillantes à sa périphérie sont en général un peu dispersées et sa forme n'est ainsi pas parfaitement circulaire. L'amas est très condensé vers le centre, mais avec un peu d'attention, on peut voir ses étoiles. Il y a plusieurs étoiles dans les environs de l'amas, mais elles sont de plusieurs magnitudes totalement différentes des très petites étoiles de l'amas. Ce n'est pas possible de se faire une idée du nombre d'étoiles de l'amas, mais je pense qu'on peut l'estimer à des centaines ».
John Herschel a observé l'amas à trois reprises, le 4 octobre 1825, le 31 juillet 1826 et le 5 aout 1831. À sa dernière observation, il l'a décrit ainsi : « assez lumineux, très compressé, irrégulièrement rond, à peine résolu, très progressivement plus brillant vers le milieu, résolu en très petites étoiles, de nombreuses étoiles à proximité, mais aucune aussi petite que l'amas ». En 1833, il a inclus l'amas dans son catalogue sous la désignation GC 4608.
L'amas a ensuite été observé par Charles Piazzi Smyth en septembre 1836 et sa description est presque en tout point semblable à celle de John Herschel. John Dreyer a observé l'amas en le décrivant de la même manière que Herschel et il l'a inscrit dans son New General Catalogue sous la désignation NGC 6981.
Une photographie de l'amas a été réalisée par Heber Doust Curtis et elle a été publiée en 1918 dans le livre « Descriptions of 762 Nebulae and Clusters Photographed with the Crossley Reflector ». Il l'a décrit comme un amas globulaire  plutôt dispersé.

## Observation
Avec une magnitude visuelle de 9,3 cet amas n'est  pas visible à l'œil nu. On peut cependant l'observer avec des jumelles dont l'ouverture est de 60 à 70 mm ou encore avec un petit télescope.

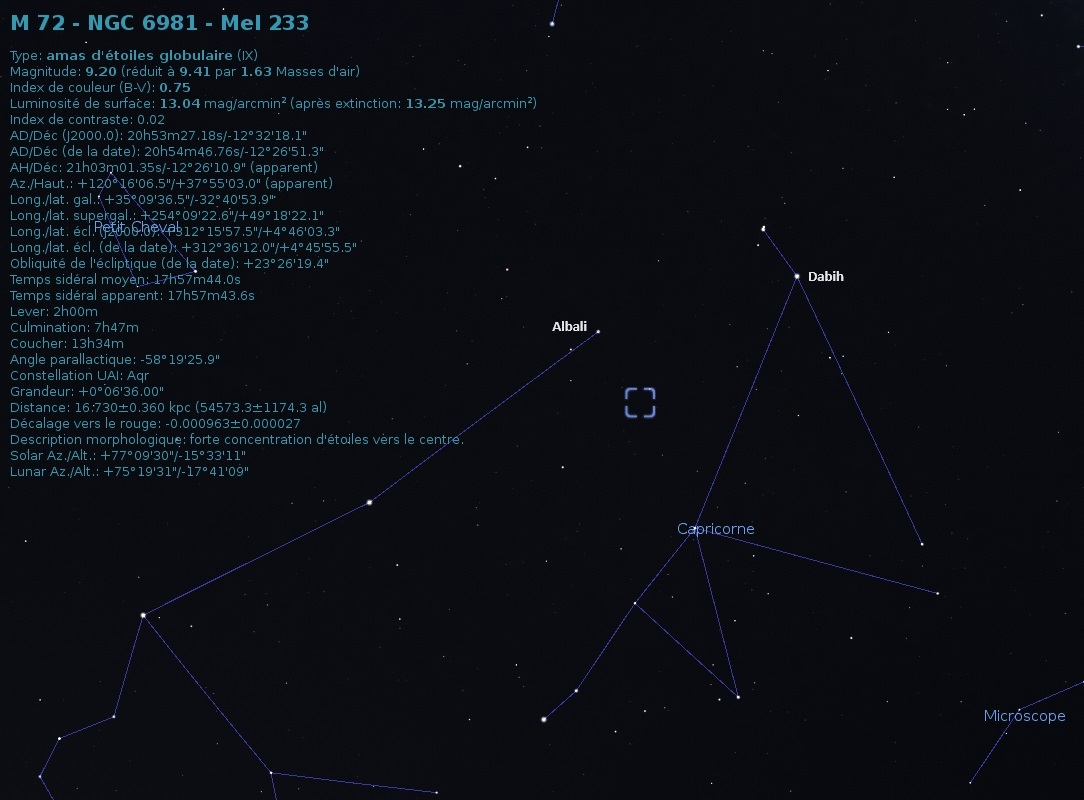
Localisation de Messier 72 dans la constellation du Verseau, près du Capricorne (données du logiciel Stellarium).

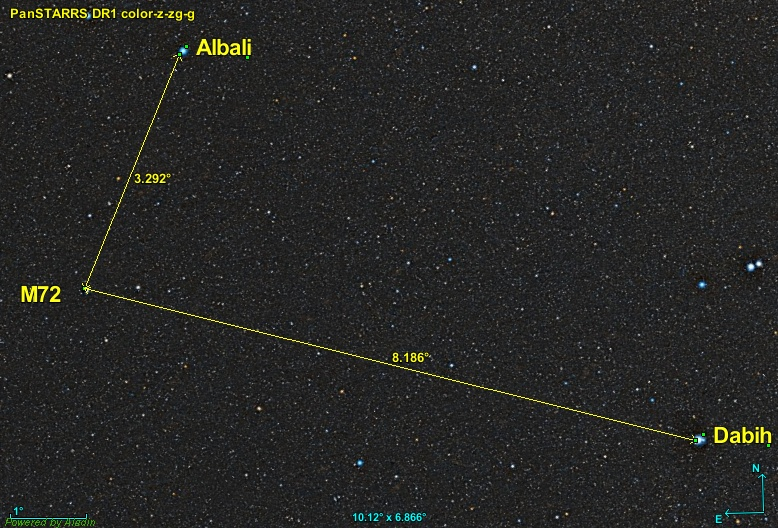
M72 en compagnie de deux étoiles.

M72 est à environ 3,3° au sud-ouest de l'étoile Albani (Epsilon Aquarii), une étoile de magnitude égale à 3,8, et à environ 8,2° de Dabih (Beta Capricorni).

## Caractéristiques

### Classe
La classe de concentration Shapley-Sawyer de M72 est IX,, ce qui signifie que l'amas présente une faible concentration vers le centre.

### Vitesse, distance et taille
Selon de récentes mesures effectuées par le satellite Gaia, la vitesse radiale héliocentrique de cet amas est comprise entre à −245,6 ± 5,4 km/s et −331 ± 2 km/s. William W. Harris indique une vitesse semblable, soit −345 ± 3,7 km/s.
Si on admet une distance d'environ 17,0 kpc et une taille comprise entre 4,5' et 6,6',, un calcul simple montre que sa taille réelle est comprise entre 73 et 107 al. 

### Métallicité, masse et âge
La métallicité indiquée par Forbes est -1,21. Boyles et Harris indiquent une valeur -1,42,,. La base de données Simbad rapporte une seule valeur de la métallicité égale à -1,48. Une métallicité comprise entre -1,48 et -1,21 signifie que la concentration en éléments lourds (plus lourds que l'hélium) de M72 est comprise entre 3,3% (10-1,48) et 6,6% (10-1,21) de celle du Soleil.
Après le Big Bang, l'Univers étant surtout composé d'hydrogène et d'hélium, la métallicité était pratiquement nulle. L'univers s'est progressivement enrichi en métaux (éléments plus lourds que l'hélium) grâce à la synthèse de ceux-ci dans le cœur des étoiles. La métallicité des amas du halo de la Voie lactée varie d'un centième (1%) à un dixième (10%) de la métallicité solaire, ce qui signifie que ces amas de décomposent en deux sous-groupes, les relativement jeunes et les vieux . Selon sa métallicité, M72 serait donc un amas un peu enrichi en métaux. Selon Forbes, son âge est de 10,8 milliards d'années, ce qui en fait un amas relativement jeune.

## Les étoiles de M72
En 2011, on a découvert onze nouvelles étoiles de type RR Lyrae et trois nouvelles SX Phoenici (SX Phe) portant alors le nombre d'étoiles variables à 43. En 2013, deux autres étoiles variables ont été découvertes, les deux étant de type RR Lyrae avec des périodes respectives de 0,334 et de 0,285 jour. 

## Les effets de marée exercées sur M72
Une étude des effets de marée exercées sur M72 par la Voie lactée a été réalisée à l’aide de l’instrument Dark Energy Camera (DECam) installé sur le télescope Víctor M. Blanco de l’Observatoire interaméricain du Cerro Tololo (Chili). Alors que les données photométriques BV (bleu, visuel) révélaient la présence d’entités de marée autour de l’amas, le champ de vision beaucoup plus grand de DECam a permis d’en identifier d’autres qui partent de l’amas en direction opposée de la Voie lactée. Les résultats révèlent la présence de longues queues de fuite et de queues de tête qui sont pour la plupart parallèles à la vitesse de l’amas. Dans son mouvement autour de la galaxie, il s’écoule environ 20 millions d’années entre deux passages proximaux périgalactiques, là où l’effet de marée est le plus fort et que les pertes de masse de l’amas sont maximales.

## Galerie

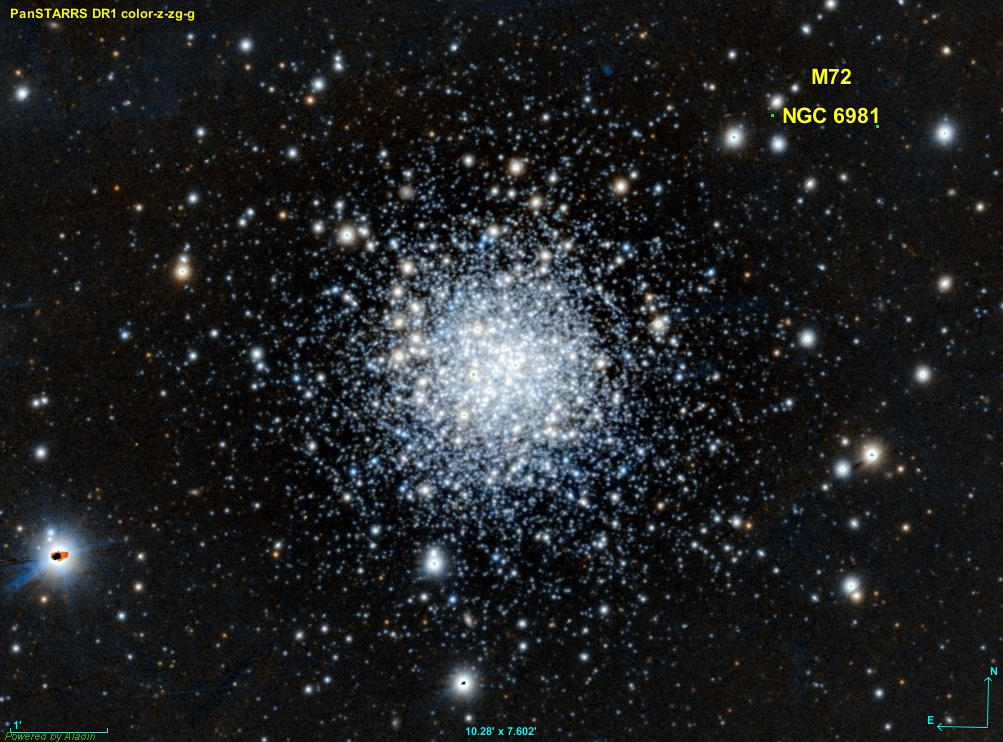
M72 en lumière visible par le relevé Pan-STARRS.
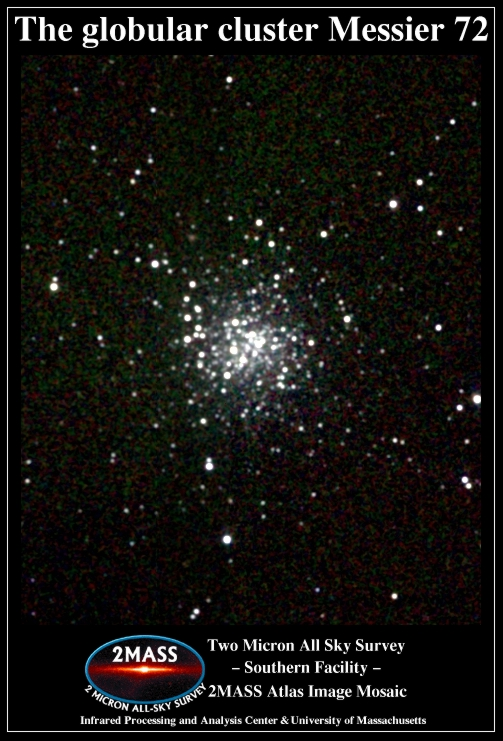
M72 dans le domaine de l'infrarouge par 2MASS.
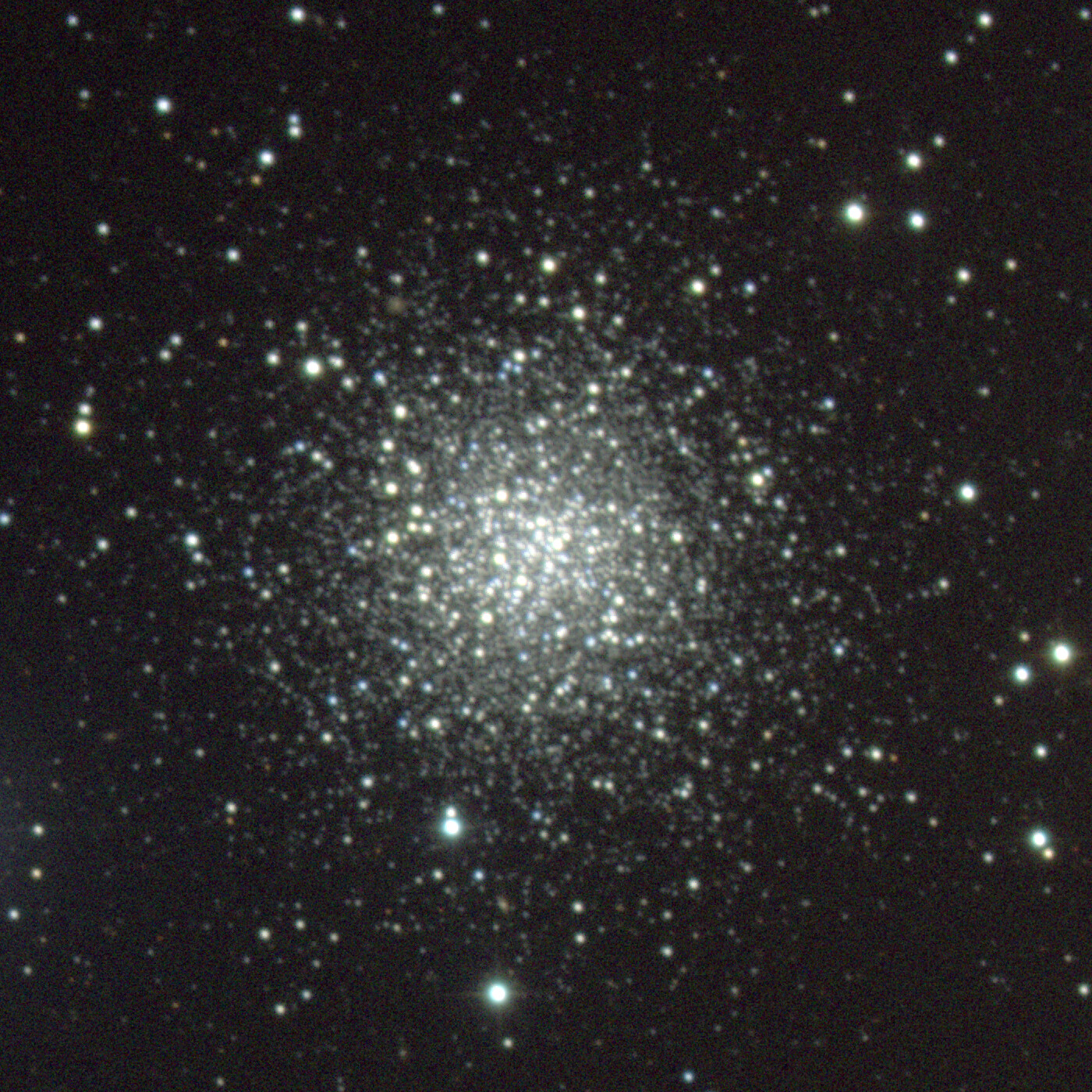
M72 capté par le télescope de 0,9 m de l'Observatoire de Kitt Peak.